# Vaknyugat
A Vaknyugat (The Lonesome West) Martin McDonagh 1997-ben írt drámája, a Leenane-trilógia harmadik része.

## Cselekmény
A darab kezdetekor a fivérek éppen eltemették apjukat, és Welsh atyától várnak vigaszt. Nem apjuk halála miatt van erre szükségük, amelyet viszonylag szenvtelenül fogadnak, hanem lerobbant házuk rendezetlen birtokviszonyai miatt. Úgy tűnik, Valene örökölt mindent, ezért nevének kezdőbetűjével kezdi megjelölni a tárgyakat, és erőszakosan kinyilvánítja jogát valamennyi ingóság fölött. Coleman látszólag nem törődik az egésszel, mégis, míg az egyházi hivatásának kudarcait sirató Welsh atya kétszer tölt magának, a fivérek már négyszer egymásnak estek. Mindegy, hogy egy chipses zacskóról, régi pletykákról, vagy Valene műanyag szentfiguráról van szó, a két férfi nem mulasztja el, hogy válogatott sértéseket vágjon a másik fejéhez főként annak bizonytalan nemi identitásával és szexuális sikertelenségével kapcsolatban. Az alkoholista Welsh atya kétségbeesik a fivérek infantilis viselkedése és erőszakos kitörései miatt, és igyekszik felébreszteni bennük az egymás iránti szeretetet. A testvérek figyelmét azonban csak Kicsilány, a szabadszájú fiatal lány megjelenése fordítja el egymástól, akit mindkettő szeretne megkapni. Welsh atya mégsem tud megnyugodni: most Kicsilány alpári modora keseríti el. Ezen a héten már tizenkettedszer ingott meg a hite, hisz tud a falujukban lakó két gyilkosról és sejti gyülekezete valamennyi tagjának bűneit. Hamarosan Valene-től azt is megtudja, hogy apja halála sem baleset volt, hanem Coleman lőtte le – a férfi ezt óriási dührohamában árulja el, amiért fivére megolvasztotta szentfigura-kollekcióját. Welsh atya ekkor végképp összeroppan és Kicsilány heccelései mögül egyre jobban előtűnő igaz ragaszkodása sem akadályozza meg az öngyilkosságban.
Utolsó próbálkozásként egy levelet hagy hátra a fivéreknek, amelyben ismét az egymás iránti szeretetre buzdítja őket. „A nagy darab szarnak” tartott levelet a fivérek áhítatos tisztelettel kezdik szemlélni, amikor értesülnek az atya haláláról és Kicsilány gyászát látva elhatározzák, hogy az írás szerint fognak élni. A levelet a feszület mellé helyezve gyónni kezdenek egymásnak: a gyermekkori bűnök bevallását szertartásosan követi a másik fél megbocsátása. A kialakuló már-már szeretetteljes légkörben a tudott bűnök után az eddig titkosakat is bevallják, s Valene megbocsát testvérének az elégetett Pókemberes képregényekért és azért, mert egyszer szemen köpte, Coleman pedig nem neheztel azért, mert fivére fejbedobta egy kővel és pisit itatott vele. Egyre jobban belehergelődnek azonban a gyónásba és szinte versennyé változik az, ki vall be nagyobb bűnt. A megbocsátás egyre nehezebb, csak Welsh atya lelkének üdve tartja vissza őket attól, hogy egymásnak ugorjanak. Amikor azonban Coleman bevallja, hogy ő vágta le ollóval Valene kutyájának a fülét, Valene pedig azt, hogy Coleman élete szerelme Valene miatt nyelt félre egy ceruzát, már nem tudják magukat türtőztetni, s majdnem megölik egymást. Végül Coleman elmegy, Valene pedig felgyújtja a testvérétől addig féltékenyen őrzött örökségét, a házat és minden értékét.

## Kritikai visszhang
„McDonagh erőssége abban áll, ahogyan a hagyományos történetmesélést a modern generáció iróniájával összedolgozza. A Vaknyugatban két fivér, akik közül az egyik megölte apjukat összezárva kényszerül élni, meg nem szűnő gyűlöletben, mint egy ketrecbe zárt Káin és Ábel.” (The Guardian)
 „A darab úgy ábrázolja a mániákusságot és a fizikai erőszak iránti vágyat, hogy az egyszerre nevettet és érint meg zsigerileg.” (Daily Telegraph)
Már itt megkezdődik az Alhangyához vezető folyamat, amelyben a szerző eltúlzott jellemekkel és helyzetekkel dolgozik – néhány utalással csak a valós világra –, s így nem hagy nézőjének más megoldást, mint a nevetést.

## Bemutatók
A Druid Színház és a Royal Court közös produkciójában mutatták be 1997 nyarán. Magyarországon a Pesti Színház mutatta be 2004-ben, Varró Dániel fordításában.